# Esther Torres
Esther Torres Bernal, née le 27 septembre 1897 à Guanajuato au Mexique et morte à Mexico mais à une date inconnue mais après 1977, est une syndicaliste mexicaine. Elle est connue pour être une précurseure des syndicats de couturières en organisant le premier syndicat de couturières dans le district fédéral de Mexico, et est la promotrice du syndicat des boutonniers de l'usine La Perfeccionada. Elle participe au comité d'organisation de la grève générale des travailleurs du 31 juillet au 2 août 1916 à Mexico en tant que membre de la Casa del Obrero Mundial (en)(COM) créée à Mexico.

## Biographie

### Jeunesse et formation
Torres née à Guanajuato au Mexique le 27 septembre 1897. Fille du mineur Agapito Torres et de la muletière Marcelina Bernal, Esther fréquente l'école primaire de sa ville natale, une situation rare pour les femmes dans le Mexique du début du XXe siècle. La scolarisation d'Esther a peut-être été possible parce que son père savait lire et écrire, ce qui lui a assuré une meilleure position dans la mine en tant que superviseur des barreteros. En 1905, la famille ouvre un commerce appelé La Providencia.
Francisco I. Madero organise un meeting pendant la campagne électorale de 1910 - qui déclenche la révolution mexicaine - dans la mine où travaillait son père, La Pingüica ou La Valenciana, financée par des capitaux américains. Au cours de ce rassemblement, Madero promet de meilleurs salaires et une réduction de la journée de travail à 12 heures, ainsi que le transport à la mine. Le rassemblement est réprimé par les soldats de l'armée fédérale du Porfiriato.

### Travail à l'usine
Après avoir terminé sa sixième année, Torres déménage à Mexico avec sa mère et ses cinq sœurs pour chercher du travail après la mort de son père à 31 ans. À Guanajuato, les femmes ne peuvent travailler que comme domestiques. Pendant le gouvernement constitutionnel de Madero (du 6 novembre 1911 au 19 février 1913), elle rejoint sa mère Marcelina et sa sœur Ignacia Torres (surnommée Nachita, âgée de 10 ans) pour travailler à la Cigarrera Mexicana, en face du légendaire El Buen Tono (es) créé par Ernesto Pugibet, aujourd'hui situé à Colonia Juárez (es) à Mexico. Au Mexique, les emballeurs de cigares travaillaient 12 heures par jour, de 6 heures du matin à 6 heures du soir, et souffrent de maladies liées à ce type de travail. C'est pourquoi la famille change d'emploi pour travailler à la bonneterie La Perfeccionada et à l'atelier de couture La Concordia.
Torres est l'une des pionnières des syndicats de couturières, elle organise le premier syndicat de couturières dans le district fédéral, et est la promotrice du syndicat des boutonniers de l'usine La Perfeccionada.
Face à la crise économique provoquée par la guerre entre les factions révolutionnaires entre 1914 et 1916, Torres et sa famille sont renvoyés des ateliers de confection et trouvent ensuite un empli dans un atelier de couture d'uniformes militaires dirigé par des espagnols. À cette époque, les pénuries et la crise d'approvisionnement amène Torres à rejoindre le mouvement syndical à l'invitation d'une autre couturière, Guadalupe Gutiérrez,.

### Engagements syndicaux
Torres rejoint la Casa del Obrero Mundial (en) (COM) après que ses dirigeants signent le pacte avec les Batallones rojos (es) de Venustiano Carranza en février 1915, qui engage la COM à vaincre les « contre-révolutionnaires paysans » d'Emiliano Zapata et de Pancho Villa en échange de divers droits pour les travailleurs.

« Lorsque j'étais membre de la Casa del Obrero Mundial, nous pourrions dire que c'était l'époque romantique de la Casa del Obrero Mundial, parce que c'était beau, beau, beau, beau, que le 1er mai, dès le mois d'avril, nous commencions à économiser, nous commencions à nous mettre d'accord sur la façon de nous habiller ; avec une jupe noire et un chemisier rouge (...) ; un très grand enthousiasme pour parcourir les rues lors de la manifestation (...) nous chantions El Hijo del Pueblo sans honte, avec ma sœur Nachita  (...). Mais à cette époque, nous étions enthousiastes, sans savoir chanter, nous sautions et chantions et nous croyions que nous étions les maîtres de la situation avec nos drapeaux, avec notre bannière, avec beaucoup d'espoir que les choses changeraient, n'est-ce pas ? Que les choses changeraient, n'est-ce pas ?
J'appelle cette époque l'époque romantique de la Casa del Obrero Mundial. »

— Esther Torres
Avec sa sœur Nachita, elles sont les fondatrices du Syndicat des couturières de Mexico et les déléguées du syndicat pour discuter et définir les actions que leur guilde vont entreprendre en raison des pénuries et de l'inflation qui sévit à Mexico. L'historien Ariel Rodríguez Kuri, qui a écrit une histoire de Mexico pendant la révolution mexicaine - appelle le « long 1915 de la faim », qui va de la mi-1914 à la fin de 1916. Dans l'entretien qu'elle accorde aux chercheuses María Isabel Souza et Carmen Nava 49 ans plus tard, Torres déclare :

« On m'avait appris qu'à travers le syndicat, nous devions obtenir ce que le travailleur voulait et que... comme l'âme du syndicat était la grève, j'ai proposé que ce soit une grève forte, une grève de tous les syndicats et tout ça, eh bien ils ont dit : "Une grève générale" »

— Esther Torres, (Souza et Nava, 1975, p. 30)
Et selon son autre témoignage :

« Les lumières se sont éteintes (...) et ceux d'entre nous qui étaient là : « félicitations, félicitations », s'étreignant, se serrant la main et tout le reste, et le lendemain matin, les rues étaient pleines de tracts et à chaque coin de rue un groupe de personnes, hommes, femmes, tous en train de lire, et la réunion était sur le côté ouest de l'Alameda Central, au Salón Star, le lieu des électriciens. »

— Esther Torres

#### Grève générale de 1916

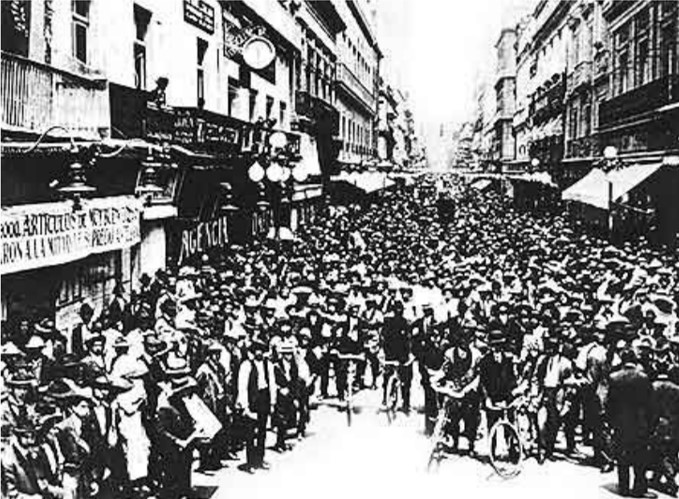
Manifestation ouvrière lors de la grève générale à Mexico en 1916.

La grève générale du 31 juillet au 2 août 1916 à Mexico, est précédée d'une importante vague de syndicalisation et de protestation des travailleurs contre la cherté de la vie. La grève éclate contre le refus du gouvernement présidé par Carranza, qui occupe la capitale à la suite de la victoire contre les armées populaires de Villa et de Zapata. Ainsi, la revendication fondamentale des travailleurs syndiqués du District fédéral est de mettre un terme à la cherté des marchandises résultant de l'hyperinflation que connaît alors le pays. La monnaie émise par les gouvernements successifs depuis 1910 est rapidement dévaluée. Le papier-monnaie, qui équivaut en 1910 à cinquante cents de dollars américains, ne vaut plus que sept cents en 1915 et, à l'été 1916, le billet de banque constitutionnaliste ou "faux" vaut deux cents. Ce type de monnaie n'est utilisé que pour payer les salaires des ouvriers et des artisans ; toutes les autres transactions commerciales sont effectuées selon l'étalon-or.
Torres, alors membre de la COM et âgée de 19 ans, est la première femme ouvrière à occuper une fonction syndicale au sein du comité de la grève générale de 1916. Plusieurs femmes participent aux assemblées de la COM, y interviennent et prennent des décisions. En ce qui concerne leurs activités d'organisation et de solidarité avec la grève, Esther et sa sœur montent même des pièces de théâtre dans lesquelles elles jouent elles-mêmes pour soutenir le mouvement. La grève générale est précédée d'une série de grèves sectorielles avec la même demande de paiement des salaires à l'étalon-or que le chef militaire Benjamín G. Hill (en) avait promis lors de la signature d'un accord en avril 1916 et qui ne s'est jamais concrétisé. La grève est déclarée par la Federación de Sindicatos del Distrito Federal (FSDF) dont fait également partie Torres.
La grève générale dure 72 heures et paralyse la ville de Mexico. Elle interrompt les services téléphoniques et télégraphiques, l'eau potable, les tramways, les services funéraires, les transports publics (voitures et charrettes), le travail dans les ateliers et diverses usines, ainsi que la production et la vente de pain et de tortillas, et l'approvisionnement en électricité. Cette dernière est d'une importance stratégique car elle fournit l'énergie nécessaire à l'usine de munitions de Ciudadela dans le cadre de l'invasion américaine du territoire mexicain par le général John J. Pershing à la recherche de Pancho Villa dans le cadre de ce que l'on a appelé l'expédition punitive après son raid sur Columbus le 15 mars 1916,.
Selon diverses estimations, la seule grève générale jamais déclarée au Mexique a impliqué, directement ou indirectement, entre quatre-vingt et quatre-vingt-dix mille travailleurs.
Le 1er août, Venustiano Carranza déclare la loi martiale contre les grévistes sur la base du décret de Benito Juárez du 25 janvier 1862, au début de l'intervention française au Mexique. Sous la tromperie présumée de Gerardo Murillo, "Docteur Atl", le comité de grève, dont Torres fait partie, est conduit au Palais national pour rencontrer Carranza. Elle décrit cette rencontre, immortalisant le moment où elle s'oppose au premier dirigeant de la révolution constitutionnaliste.

« Quand nous sommes arrivés au palais, il y avait déjà une escorte, puis l'escorte nous a entouré, nous sommes montés escortés (...) nous avons salué le président, il nous a salué aussi et puis il a commencé sur les camarades : qu'ils étaient des traîtres à la patrie (...) M. Carranza a continué à traiter avec les camarades. Et ils lui ont fait comprendre qu'il s'agissait d'un problème socio-économique, et il a dit non, qu'ils étaient de connivence avec eux, avec les gringos, et finalement, quand M. Carranza a atteint le sommet de son courage, il a dit au chef de notre escorte : "Conduisez-les au pénitencier pour qu'on leur applique la Loi du 25 janvier 1862, et mettez les femmes à l'écart". Je lui ai dit : "Non, monsieur, nous, les femmes, nous subissons le même sort que nos camarades". M. Carranza a répondu : "Tous". C'est pourquoi nous y sommes tous allés. »

— Esther Torres, (Souza et Nava, 1975)
Les travailleurs du syndicat des employés de la restauration envoient le petit-déjeuner, le déjeuner et le dîner aux prisonniers en signe de soutien. Les prisonniers sont interrogés pour savoir s'ils avaient des relations avec les travailleurs aux États-Unis, comment la grève avait été décidée et quelles étaient les relations avec les autres travailleurs. Finalement, après 26 jours, ils sont tous libérés, à l'exception d'Ernesto Velasco, condamné à un an et demi de prison. Dans une interview, Torres reconnaît que les choses n'avaient pas été faciles pour les femmes syndicalistes :

« Ce qui est important, c'est que nous étions très mal vues ; par nos partenaires, nous étions très bien vues parce qu'ils nous appelaient même "compañerita, compañerita, compañerita, compañerita", mais par la société, nous étions mal vues, parce que ce n'était pas une affaire de femme, c'était une affaire d'homme. Les hommes avaient le droit de tout faire, n'est-ce pas ? Mais les femmes non. »

— Esther Torres, Ana Ribera Carbó - Boletín americanista, Núm. 54, México, 2004
Lors des réunions et des sessions de formation de la COM, Torres rencontre son mari José María Morales, qu'elle épouse en 1918. Morales est un cordonnier affilié au syndicat concerné, un militant de la COM et un membre des Bataillons rouges. Après la grève générale, le couple est inscrit sur les listes noires des employeurs et ne peut donc pas être embauché dans les ateliers de couture et les usines de tissus de la ville. Ils travaillent à la pièce ou vendent ce que Torres coud pour survivre dans les premières années qui suivent l'approbation de la Constitution de 1917 et de son article 123 sur le droit au travail.
Bien que Torres ne soit pas identifiée en tant que militante ou organisatrice syndicale dans les décennies qui suivent la révolution, les informations disponibles suggèrent qu'elle continue à être liée à la Casa del Obrero Mundial jusqu'à la fin de sa vie. Elle travaille au sein du Grupo Cultural Casa del Obrero Mundial présidé par Luis Araiza, une maison située au nord de la ville de Mexico, offerte par le gouvernement mexicain aux vétérans de la COM pendant la présidence de Gustavo Díaz Ordaz.
Le processus d'incorporation et d'institutionnalisation des secteurs populaires et des dirigeants de la révolution mexicaine a été une politique des gouvernements du Parti révolutionnaire institutionnel (PRI) à partir des années 1950, en particulier avec le financement des anciens combattants et la construction d'une "histoire de bronze" de la lutte armée.
En tant que secrétaire à l'intérieur (1963-1969), Luis Echeverría Álvarez - l'architecte de la "sale guerre" contre l'insurrection socialiste armée dans le pays en tant que président (1970-1976) - inaugure le musée de la Casa del Obrero Mundial, coïncidant avec le cinquantième anniversaire de sa fondation. Dans ce contexte, Torres et plusieurs autres membres, dont Luis Araiza, effectuent une visite commémorative des sites où la COM était présente pendant la révolution de 1910. La tournée commence au Palais national le 1er mai et passe par Puebla, Veracruz et Michoacán.

### Mort
À la fin de sa vie, Torres, comme tous les survivants de la COM, reçoit une maison et mille pesos du gouvernement mexicain sous la présidence d'Echeverría Álvarez.
La date de mort de Torres n'est pas connue mais elle fait un dernier entretien le 4 août 1977 avec Jorge Basurto pour son livre Vivencias femeninas de la revolución.